# This Ain’t Jaws XXX
This Ain’t Jaws XXX ist eine US-amerikanische Porno-Parodie auf den Film Der weiße Hai. Der Film wurde auf DVD und Blu-ray veröffentlicht und erschien in 3D. 

## Handlung
Der Film beginnt mit einer Blondine, die mit ihrem Freund schläft und dann zum Nachtschwimmen geht, wo sie von einem Hai verschlungen wird. Chief Brody findet die Halskette der Frau neben einem Haifischzahn. Er versucht, den Strand zu schließen, aber die sehr attraktive Bürgermeisterin Vaughn weigert sich. Marineexpertin Dr. Hooper tut ihr Bestes, um dem Chief Brody dabei zu helfen, den Hai aufzuhalten. Sie findet heraus, dass der Hai weiß ist und 25 Fuß lang. Sie überredet die Bürgermeisterin dazu, den professionellen Hai-Jäger Quint zu engagieren. Die Bürgermeisterin gibt nach und dann haben die beiden eine Sexszene zusammen. Quint taucht auf und willigt ein, für 5.000 Dollar zu helfen. Er rät Brody, nach Hause zu gehen und mit seiner Frau zu schlafen, da es sein letztes Mal sein könnte. Brody hört zu und gibt seiner Frau Ellen ein herzliches Lebewohl, bevor er sich auf den Weg zu Hooper und Quint macht.

## Auszeichnungen und Nominierungen
- AVN Award: Best 3D Release (Nominierung), Best Parody/Drama (Nominierung), Best Special Effects (Nominierung)
- XRCO Award: Best 3D Release